# Aftermath of the Lowdown
 (janvier 2017).
Si vous disposez d'ouvrages ou d'articles de référence ou si vous connaissez des sites web de qualité traitant du thème abordé ici, merci de compléter l'article en donnant les références utiles à sa vérifiabilité et en les liant à la section « Notes et références ».
Albums de Richie Sambora
Undiscovered Soul
(1998) Rise
(2016)
Aftermarth of the Lowdown est le troisième album solo du guitariste américain Richie Sambora, sorti le 25 septembre 2012 aux États-Unis.
Après Stranger in This Town (1991) et Undiscovered Soul (1998), Sambora se lance dans un nouvel opus contenant 11 pistes (plus 1 titre bonus sur l'édition japonaise).

## Liste des titres
| 1.    | Burn the Candle Down                                           | 4:23 |
| 2.    | Every Road Leads Home to You                                   | 4:40 |
| 3.    | Taking a Chance on the Wind                                    | 4:47 |
| 4.    | Nowadays                                                       | 4:00 |
| 5.    | Weathering the Storm (Sambora, Bernie Taupin)                  | 4:49 |
| 6.    | Sugar Daddy                                                    | 4:37 |
| 7.    | I'll Always Walk Beside You                                    | 5:03 |
| 8.    | Seven Years Gone                                               | 5:36 |
| 9.    | Learning How to Fly With a Broken Wing (Sambora, Phil Cassens) | 4:35 |
| 10.   | You Can Only Get So High (Sambora, Cassens)                    | 6:32 |
| 11.   | Backseat Driver (Titre Bonus édition japonaise )               | 4:12 |
| 12.   | World (Sambora, Bruce Foster)                                  | 2:22 |
| 55:37 |                                                                |      |

## Membres du groupe
- Richie Sambora : Chant, guitare lead, guitare acoustique
- Aaron Sterling (en) : batterie
- Matt Rollings (en) : piano, orgue
- Curt Schneider : basse
- Rusty Anderson : guitare rythmique
- Roger Joseph Manning Jr. (en) : claviers
- Luke Ebbin (en) : chœurs, programmation et claviers